# Kaiserpanorama

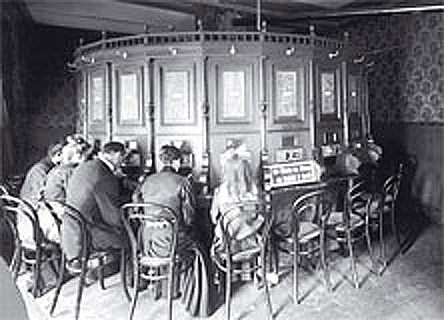
Ein Stereoskop im Praterkino „Kaiserpanorama“ um 1900

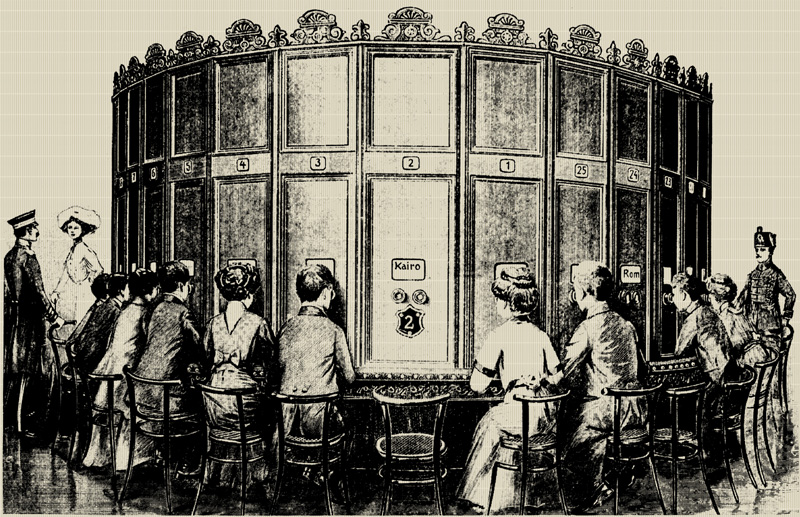
Praterkino „Kaiserpanorama“ um 1880

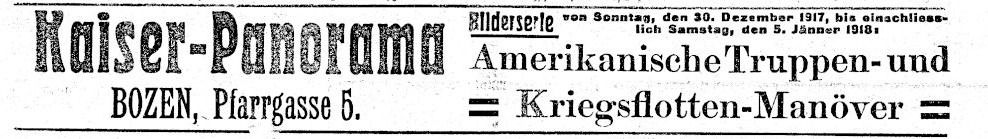
Werbeschaltung im Tiroler für das „Kaiserpanomara“ in Bozen am 1. Januar 1918

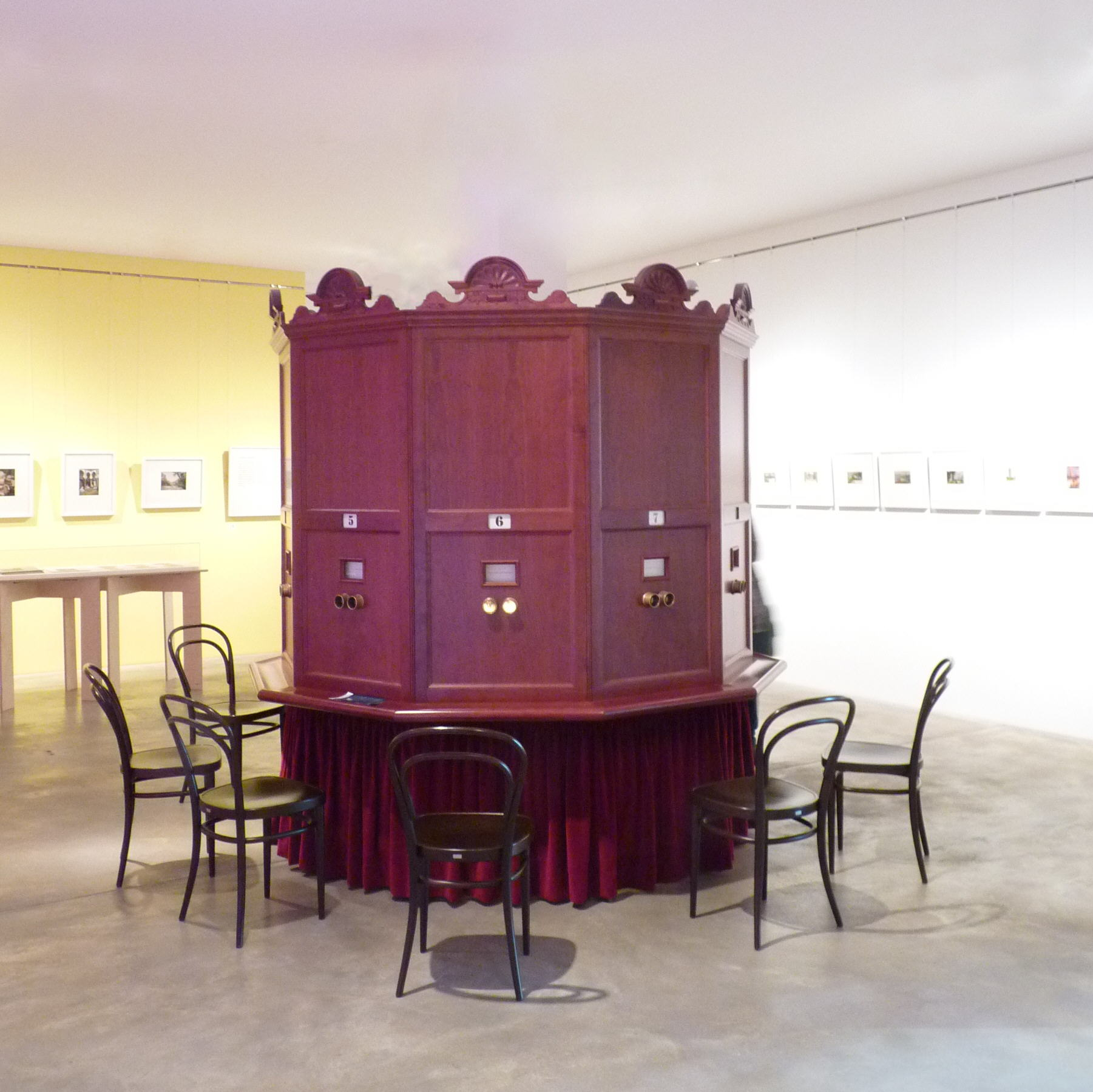
Kleines Kaiserpanorama in einer Ausstellung 2014. In den Feldern über den Okularen erscheinen die jeweiligen Bildbeschreibungen, darüber fixe »Platznummern«.

Als Kaiserpanorama (auch Kaiser-Panorama) bezeichnet man ein um die Wende zum 20. Jahrhundert populäres Massenmedium, das es bis zu 25 Personen gleichzeitig ermöglichte, stereoskopische Bilderserien durch ein Guckloch zu betrachten.
Gezeigt wurden hauptsächlich exotische und für den Normalbürger unerschwingliche Reiseziele und Landschaften. Ein Umlauf der hinter einer zylindrischen Holzvertäfelung automatisch im Kreis transportierten Bildserien dauerte eine halbe Stunde.

## Geschichte
Diese massenhafte kommerzielle Nutzung der Stereoskopie zu Bildungs- und Unterhaltungszwecken wurde vom deutschen Physiker und Unternehmer August Fuhrmann (1844–1925) in verschiedenen Großstädten Mitteleuropas vorangetrieben. Das erste Kaiserpanorama eröffnete er 1880 in Breslau. 1883 verlegte er es nach Berlin in die Kaiserpassage. Um 1910 gab es auf der Grundlage von Lizenzvergaben Filialen in etwa 250 Städten; über 100.000 stereoskopische Bilder zirkulierten in Ringleihe.

## Erhaltene Kaiserpanoramen
Original erhaltene Kaiserpanoramen finden sich heute in den Stadtmuseen von München und Wels, im Deutschen Historischen Museum und im Märkischen Museum in Berlin sowie in einem Museumsdepot in Neugersdorf (Oberlausitz), wo es bis 1936 betrieben wurde. Ein Förderverein bemüht sich um ihre Propagierung, es wurden auch Nachbauten angefertigt. In Wien existierte ein originales Kaiserpanorama am Schubertring bis 1955. In Warschau wird ein Kaiserpanorama-Gerät, genannt „Fotoplastikon“, betrieben, das sich seit 1905 an seinem Ursprungsplatz in der Jerozolimskieallee 51 befindet.

## Rezeption
Das Kaiserpanorama fand auch mehrfach ein literarisches Echo, etwa in Die Schlafwandler von Hermann Broch oder in Berliner Kindheit um 1900 und Einbahnstraße von Walter Benjamin.
Walter Benjamin betrachtet das Kaiserpanorama in seinem Essay Das Kunstwerk im Zeitalter seiner technischen Reproduzierbarkeit (1936) zudem in seiner Vorreiterfunktion für die Rezeption des Films: „Ehe der Film sein Publikum zu bilden begonnen hatte, wurden im Kaiserpanorama Bilder (die bereits aufgehört hatten, unbeweglich zu sein) von einem versammelten Publikum rezipiert. Dieses Publikum befand sich vor einem Paravant, in dem Stereoskope angebracht waren, deren auf jeden Besucher eines kam. Vor diesen Stereoskopen erschienen automatisch einzelne Bilder, die kurz verharrten und dann anderen Platz machten. Mit ähnlichen Mitteln mußte noch Edison arbeiten, als er den ersten Filmstreifen (ehe man eine Filmleinwand und das Verfahren der Projektion kannte) einem kleinen Publikum vorführte, das in den Apparat hineinstarrte, in welchem die Bilderfolge abrollte.“

## Zeittafel
- ab 1600: Daumenkino – Abblätterbuch mit Einzelbildern
- ab 1671: Laterna magica – Zauberlaterne: frühes Gerät zur Bildprojektion
- ab 1825: Thaumatrop – Wunderscheibe mit zwei Fäden
- ab 1830: Phenakistiskop – Phantaskop, Wunderrad oder Lebensrad
- ab 1832: Stroboskop – Zauberscheiben: Blitzgerät
- ab 1834: Zoetrop – Wundertrommel mit Schlitzen
- ab 1861: Mutoskop – Stereoanimationsblätterer per Stroboskop
- ab 1877: Praxinoskop – Elektrischer Schnellseher mittels Spiegelanordnung
- ab 1879: Zoopraxiskop – Projektionsgerät für chronofotografisch erzeugte Reihenbilder
- ab 1880: Kaiserpanorama – populäres Massenmedium mit stereoskopischen Bilderserien
- ab 1886: Elektrotachyscop – Projektionsgerät für Reihenbilder
- ab 1891: Kinetoskop – erster Filmbetrachter